# Staffan Rosén (journalist)
Staffan Erik Gustaf Alvar Rosén, född 21 oktober 1905 i Umeå i Västerbottens län, död 1 juli 1984 i Vällingby församling i Stockholm, var en svensk journalist.
Staffan Rosén var son till landshövdingen och tidningsmannen Gustav Rosén och Tyra Lindforss samt bror till Nils Gustav Rosén och Bo Rosén. 
Efter studentexamen 1924 läste han vid Uppsala universitet och blev filosofie kandidat där 1927. Han var medarbetare vid Norrbottens Tidning 1926 och redaktör 1927, medarbetare vid Västerbottens-Kuriren 1931–1933, redaktör för Norrland i Ord och Bild 1928–1952, Ungdom och Frisinne 1933 och Frisinnad Ungdom 1934–1941. Han var medarbetare vid Svenska Morgonbladet 1933–1939, förste sekreterare vid statens informationsstyrelse 1940–1945, sekreterare vid statens upplysningsbyrå 1945–1946 och chef för TT:s radioredaktion från 1947.
Han var sekreterare i Norrbottens läns frisinnades valkretsförbund 1928–1931 och ordförande för TT:s konstklubb från 1952. Han studerade genom stipendium vid Cambridge 1934 och företog studieresor i Europa och till USA.
Rosén är gravsatt i minneslunden på Råcksta begravningsplats. Han var 1939–1946 gift med TV-profilen Ria Wägner (1914–1999), dotter till författarna Harald Wägner och Ellen Rydelius. De fick sönerna Martin 1942 och Harald 1943. Andra gången gifte han sig 1950 med Suzanne Winbladh (1919–2011), dotter till jägmästaren Alf Winbladh och Lisa Trolle.